# Corynura melanoclada
Corynura melanoclada är en biart som först beskrevs av Cockerell 1918.  Corynura melanoclada ingår i släktet Corynura och familjen vägbin. Inga underarter finns listade i Catalogue of Life.